# Steele MacKaye
James Morrison Steele MacKaye (6 giugno 1842 – 25 febbraio 1894) è stato un attore teatrale e inventore statunitense.

## Biografia
MacKaye era pieno di inventiva e di talento, era anche manager, direttore e sceneggiatore diventando uno dei più famosi personaggi dell'epoca. È divenuto celebre anche per aver diffuso le teorie di François Delsarte negli Stati Uniti, dopo aver preso lezioni private da lui a Parigi tra il 1869 e il 1870. In seguito a questa esperienza ha ideato un metodo ginnico per gli attori, chiamandolo "Ginnastica armonica".  

### L'incontro con Oscar Wilde
Negli Usa ai tempi in cui Lillie Langtry si esibì al Wallack's Theatre il 6 novembre in un'opera di Tom Taylor, Wilde in una recensione fu prodigo di complimenti anche per il teatro, ben sapendo che Steele MacKaye era stato artefice di numerosi accorgimenti, come le sedie pieghevoli, sperando in un suo coinvolgimento. Steel pensava di avere molto in comune con Wilde, perché  aveva portato un'aria innovativa nel teatro e  voleva mettere in scena le due opere di Wilde: Vera o i nichilisti e  La duchessa di Padova che stava scrivendo, il che,  a parer suo, li avrebbe resi immortali  e credeva che insieme al suo amico avrebbero potuto conquistare il mondo.